# 艾然·凯斯金

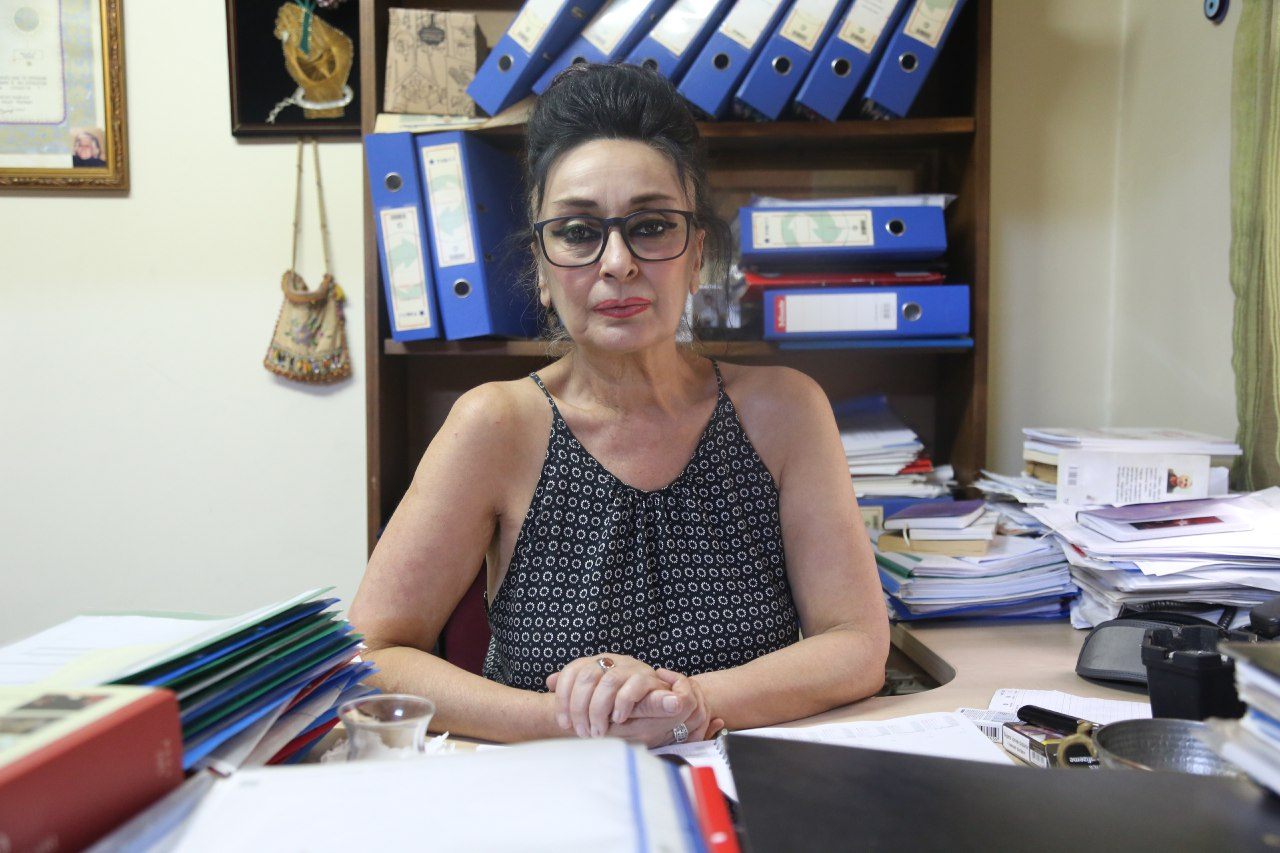

艾然‧凱斯金（Eren Keskin，1959年4月24日—），是一名土耳其律師及人權活动家。

## 經歷
凱斯金是土耳其人權協會（Turkish Human Rights Association, IHD）的副主席， 同時也是人權協會伊斯坦堡分部的前任主席。
她也是"受國家安全機構性侵害及施虐女性之法律扶助計畫"的共同贊助者，其目的為揭露土耳其監獄中女性所遭受之暴力及性虐待。由於她的人權倡議行動，她已經身陷多項法律訴訟。1995年，凱斯金曾因人權倡議活動而入獄，同時也被國際特赦組織認定為良心犯。
2002年，她因聲援在土耳其的庫爾德人使用他們的母語，而遭到土耳其國家安全機構的起訴
。
2006年3月，土耳其法院以"污辱國家軍隊"為由，判處凱斯金十個月的監禁。後來判決改為6000土耳其里拉的罰款，但凱斯金拒絕支付。
2018年3月，因侮辱總統、貶低土耳其共和國，而遭處7年6個月徒刑，鋃鐺入獄。

## 獎項
2004年，因為"為維護人權做出的勇敢行動及努力"，凱斯金獲得亚琛和平獎（Aachen Peace Prize）。
2005年，因"公民的勇氣及政治的廉正"，獲得西奥多·海克尔奖（Theodor Haecker Prize）。
2019年，入選馬丁·恩納爾斯人權捍衛者獎入圍名單，但因旅遊禁令，未能出席典禮。